# Louie Sibley
Louie Sibley, né le 13 septembre 2001 à Birmingham en Angleterre, est un footballeur anglais qui évolue au poste de milieu de terrain à Oxford United.

## Biographie

### Derby County
Né à Birmingham en Angleterre, Louie Sibley est formé par Derby County, où il débute en professionnel. Il joue son premier match professionnel lors d'une rencontre de Coupe de la Ligue anglaise contre le Nottingham Forest FC le 27 août 2019. Il est titulaire puis remplacé par Jack Marriott lors de cette rencontre perdue par son équipe sur le score de trois buts à zéro. Il fait sa première apparition en Championship le 21 décembre 2019 face au Reading FC. Son équipe s'incline ce jour-là (3-0). Pour sa première titularisation en championnat, face à Blackburn Rovers le 8 mars 2020, le jeune milieu de terrain se distingue en inscrivant son premier but en professionnel. Il participe ainsi à la victoire de son équipe (3-0). Le 20 juin 2020, Sibley se fait remarquer en réalisant un triplé face au Millwall FC. Il permet ainsi à son équipe de l'emporter par trois buts à deux,.
Lors du mercato d'été 2020 il est notamment ciblé par Leeds United mais il reste finalement à Derby. Considéré comme l'un des joueurs les plus prometteurs de Derby County, Louie Sibley affirme s'inspirer notamment de la combativité de Wayne Rooney, son coéquipier mais également un joueur qu'il a toujours admiré dans sa jeunesse. Le 17 septembre 2020, Sibley prolonge son contrat avec son club formateur jusqu'en 2024.

### Oxford United
Après avoir refusé une offre de prolongation de Derby County, Louie Sibley rejoint librement Oxford United le 3 juillet 2024 pour signer un contrat à long terme.

### En sélection
De 2017 à 2018, Louie Sibley représente l'équipe d'Angleterre des moins de 17 ans, pour un total de six apparitions.
Avec les moins de 18 ans il joue deux matchs dont un comme titulaire, en 2019.

## Statistiques
| Saison                | Club                  | Championnat           | Championnat | Championnat | Coupe nationale | Coupe nationale | Coupe de la Ligue | Coupe de la Ligue | Compétition(s) continentale(s) | Compétition(s) continentale(s) | Compétition(s) continentale(s) | Total | Total |
| Saison                | Club                  | Division              | M.          | B.          | M.              | B.              | M.                | B.                | Comp.                          | M.                             | B.                             | M.    | B.    |
| 2019-2020             | Derby County          | Championship          | 11          | 5           | 4               | 0               | 2                 | 0                 | -                              | -                              | -                              | 17    | 5     |
| 2020-2021             | Derby County          | Championship          | 30          | 1           | -               | -               | 2                 | 0                 | -                              | -                              | -                              | 32    | 1     |
| 2021-2022             | Derby County          | Championship          | 26          | 1           | -               | -               | 2                 | 1                 | -                              | -                              | -                              | 28    | 2     |
| 2022-2023             | Derby County          | League One            | 42          | 3           | 4               | 1               | 3                 | 1                 | -                              | -                              | -                              | 49    | 5     |
| 2023-2024             | Derby County          | League One            | 38          | 0           | 2               | 0               | -                 | -                 | -                              | -                              | -                              | 40    | 0     |
| Sous-total            | Sous-total            | Sous-total            | 147         | 10          | 10              | 1               | 9                 | 2                 | -                              | -                              | -                              | 166   | 13    |
| 2024-2025             | Oxford United         | Championship          | 2           | 0           | -               | -               | 2                 | 0                 | -                              | -                              | -                              | 4     | 0     |
| Total sur la carrière | Total sur la carrière | Total sur la carrière | 149         | 10          | 10              | 1               | 11                | 2                 | -                              | -                              | -                              | 170   | 13    |